# ويليام أ. كامبل
ويليام أ. كامبل (بالإنجليزية: William A. Campbell)‏ هو طيار أمريكي، ولد في 12 أبريل 1917 في توسكيجي في الولايات المتحدة، وتوفي في 24 أبريل 2012 في فينيكس في الولايات المتحدة.